# Oberflächenwasser
Oberflächenwasser ist auf der Oberfläche stehendes oder zur Vorflut abfließendes Wasser, das sich im Gegensatz zu Grundwasser und Bodenfeuchte offen und ungebunden auf der Erdoberfläche befindet.
Der veraltete Begriff Tagwasser  wird teilweise noch im Bauwesen verwendet, wenn es etwa um die Abführung von Oberflächenwassern oder an die Oberfläche getretenem Grundwasser aus der Baugrube geht oder eine Schachtabdeckung tagwasserdicht ausgeführt werden soll. Auch das von der Oberfläche in Bergwerke eindringende Grubenwasser wird als Tagwasser oder Tagewasser bezeichnet.
Zum Oberflächenwasser gehören neben ablaufendem oder stauendem Niederschlagswasser auch Oberflächengewässer wie Flüsse, Seen, Übergangsgewässer und Küstengewässern.

## Oberflächenabfluss
Auf der Erdoberfläche auftreffendes Niederschlagswasser, abseits von Wasser, das direkt über Gewässern niedergeht, kann entweder im Boden als Sickerwasser versickern (Infiltration) oder auf der Bodenoberfläche als Oberflächenabfluss frei abfließen. Ein Teil kann in Bodenvertiefungen und Mulden zwischengespeichert werden (zum Beispiel Pfützenbildung) oder in der Vegetation hängenbleiben (Interzeption), alles zusammen wird Rückhalt genannt. Frei abfließendes Oberflächenwasser bildet sich auf dichten, porenarmen Böden geringer Permeabilität, oft vom Menschen verstärkt infolge von Bodenverdichtung durch nicht angepasste Landnutzungsformen. Es kann auch auf durchlässigen Böden entstehen, wenn diese wassergesättigt sind, etwa bei einem Starkregen nach einer langen vorangehenden Niederschlagsperiode, bei der Schneeschmelze oder bei Regen auf gefrorenem Boden. Wenn es nicht später bei der Passage ungesättigter Böden doch noch versickert, fließt es letztlich einem Gewässer (oder in besiedelten Gebieten der Kanalisation) zu. Zufließendes Oberflächenwasser erreicht Gewässer als Direktabfluss viel schneller als versickertes und unterirdisch als Grundwasserabfluss transportiertes Wasser, es ist daher oft an der Bildung von Hochwassern beteiligt. Ein Mittelding zwischen Oberflächenabfluss und Grundwasserabfluss ist Wasser, das zwar versickert, aber, meist an einer Bodenschicht geringerer Permeabilität, unterirdisch seitlich abfließt, bevor es das Grundwasser erreicht; der so gebildete Abfluss wird Zwischenabfluss genannt (vgl. Abflusskomponenten).
Frei abfließendes Oberflächenwasser ist aufgrund von Erosion von Böden oft reich an Schwebstoffen oder gelösten Substanzen. Da sowohl die Schweb- als auch die Lösungsfracht Schadstoffe enthalten kann, ist Oberflächenwasser prinzipiell erst nach Aufbereitung als Trink- oder als Betriebswasser für industrielle Zwecke nutzbar. Alles zusammen wird als Rückhalt von Oberflächenwasser zusammengefasst.